# Bemlos edentulus
Bemlos edentulus är en kräftdjursart. Bemlos edentulus ingår i släktet Bemlos och familjen Aoridae. Inga underarter finns listade i Catalogue of Life.